# Carrello monotraccia

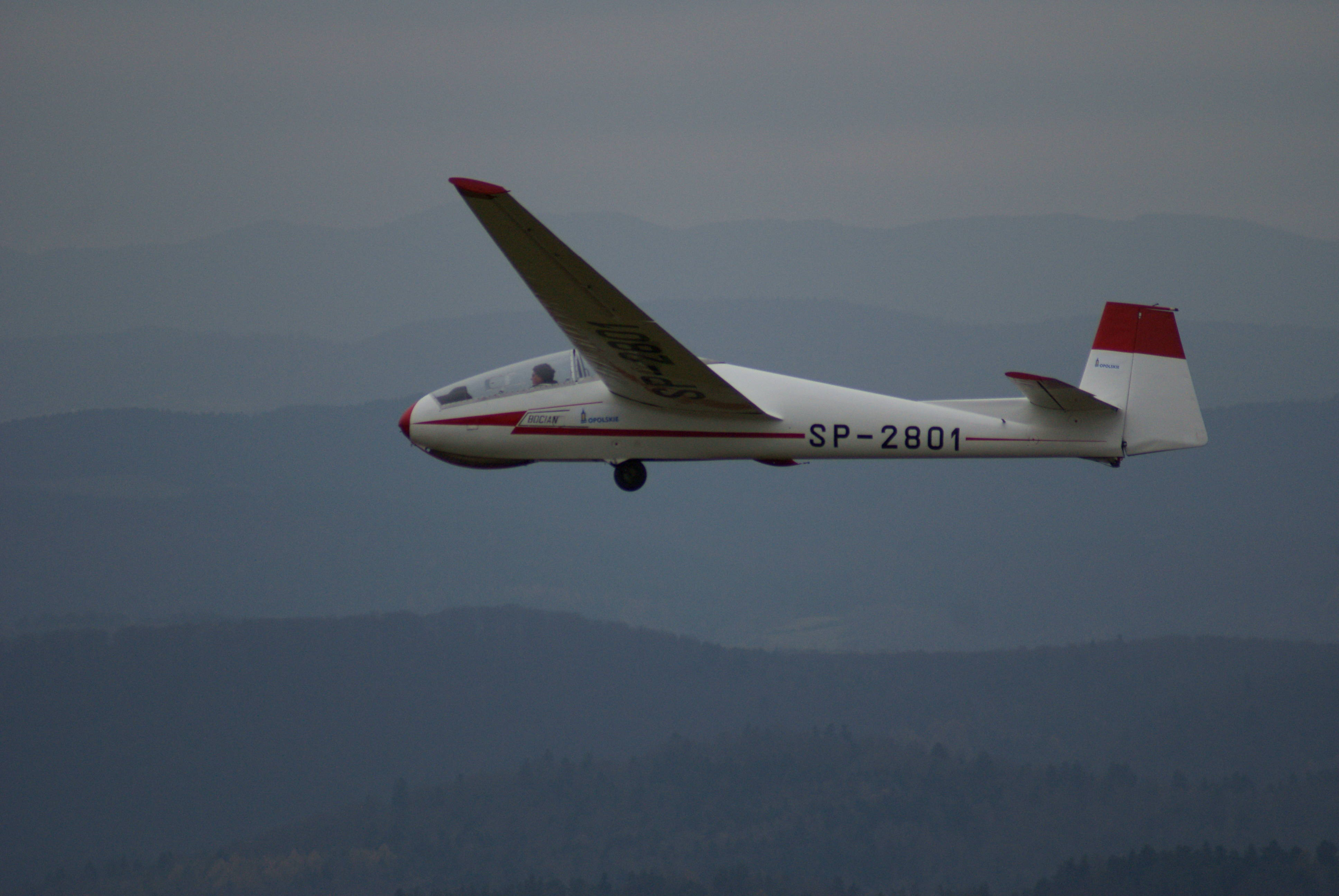
Un aliante di produzione polacca, lo SZD-9 Bocian, in volo, mostra il suo carrello monotraccia.

Il carrello monotraccia è un tipo ed una concezione di carrello d'atterraggio usato prevalentemente su alianti.
Un aliante con carrello monotraccia si differenzia da quelli con configurazioni triciclo e biciclo per la disposizione delle ruote, poste una davanti all'altra, in "fila" (come in una bicicletta; si riconosce anche in questa configurazione una ruota principale (a volte due affiancate, comunque molto vicine), posta in posizione baricentrale, capace di assorbire tutto il peso del velivolo, comprese le accelerazioni dovute all'atterraggio e una o più ruote supplementari.

## Modelli impiegati
A seconda dei modelli d'aliante, del loro peso e caratteristiche aerodinamiche (che rendono diverso il comportamento del velivolo a terra, durante il decollo, e nel volo a bassa velocità in genere), esistono configurazioni monotraccia con sola ruota principale, più critici in decollo. Oppure possono avere la ruota principale accoppiata ad una seconda posta sotto la parte anteriore della fusoliera (il "muso"), che rende più facile il governo dell'apparecchio a terra ed evita di "grattare" il muso se non opportunamente sostenuto; la seconda ruota decrementa quindi il numero di interventi sui comandi necessari durante la fase di decollo, diminuendo anche la tendenza del velivolo a disallinearsi dalla pista.
È a volte presente un ruotino in coda e ancora più raramente sono impiegati ruotini alle estremità alari, queste sono spesso sostituiti da pattini, impiegati anche in coda e sotto il muso negli alianti sprovvisti della seconda ruota.
I carrelli monotraccia possono essere fissi o retrattili. Sugli alianti moderni e "di performance" sono impiegati carrelli retrattili per diminuire la resistenza del velivolo all'aria; se retrattili sono generalmente ad estrazione/ritrazione manuale, tramite leva di colore nero posta a destra nell'abitacolo (standard aeronautico). L'impianto frenante, costituito da freno a disco è generalmente installato sulla sola ruota principale.